# Loi du 16 juin 2011 relative à l'immigration, à l'intégration et à la nationalité
Ne doit pas être confondu avec Loi du 20 novembre 2007 relative à la maîtrise de l'immigration, à l'intégration et à l'asile.
Lire en ligne
Loi du 20 novembre 2007 relative à la maîtrise de l'immigration, à l'intégration et à l'asile Loi du 31 décembre 2012 relative à la retenue pour vérification du droit au séjour et modifiant le délit d’aide au séjour irrégulier pour en exclure les actions humanitaires et désintéressées
La loi du 16 juin 2011 relative à l'immigration, à l'intégration et à la nationalité, dite loi Besson/Hortefeux/Guéant ou loi Besson (du nom d'Éric Besson, Ministre de l'Immigration du Gouvernement Fillon), a été adoptée par les deux chambres du parlement (Assemblée nationale et Sénat) le 11 mai 2011. Elle s'ajoute à quatre autres lois relatives aux droits des étrangers (loi de novembre 2003 sur l'immigration et de la loi du 10 décembre 2003 relative au droit d'asile ; loi de juillet 2006 et loi de novembre 2007).

## Procédure et directives
Le 17 mai, le projet de loi adopté a été déféré devant le Conseil constitutionnel par saisine des députés et sénateurs socialistes, communistes, verts, et radicaux.
Le projet de loi a été rédigé dans le but de transposer trois directives européennes relatives à une meilleure maîtrise de l'immigration (concept d'immigration choisie):
- la directive « retour » : directive 2008/115/CE du Parlement européen et du Conseil du 16 décembre 2008
- la directive « carte bleue européenne » : directive 2009/50/CE du Conseil du 25 mai 2009
- la directive « sanctions » : directive 2009/52/CE du Parlement européen et du Conseil du 18 juin 2009

## Dispositions
La loi prévoit des dispositions dépassant le contenu de ces directives avec, par exemple l'assignation à résidence administrative (décision préfectorale), ou sous surveillance par bracelet électronique.
Elle réforme, en outre, certains droits de certains étrangers :
- Augmentation de la durée maximale de rétention administrative de 35 à 42 jours.
- Limitation d'accès à l'aide juridictionnelle à la Cour nationale du droit d'asile (CNDA)
- Refonte des mesures d'éloignement (disparition de l'APRF mais création de l'obligation de quitter le territoire français (OQTF) sans délai de retour et réduction du délai de recours de un mois à 48 heures.
- Création des zones d'attente pour personnes en instance « portables ».